# Neva Gerber
Pour les articles homonymes, voir Gerber.
Neva Gerber (3 avril 1894 – 2 janvier 1974), est une actrice américaine du cinéma muet.
Elle apparaît dans 128 films entre 1912 et 1930.

## Filmographie partielle
- 1915 : Naughty Henrietta de Frank Cooley
- 1915 : A Deal in Diamonds de Frank Cooley
- 1915 : Life's Staircase de Frank Cooley
- 1916 : The Forgotten Prayer de Frank Borzage
- 1917 : The Voice on the Wire de Stuart Paton : Polly Marion
- 1917 : The Mystery Ship de Francis Ford et Harry Harvey : Betty Lee
- 1918 : Du sang dans la prairie (Hell Bent) de John Ford : Bess Thurston
- 1918 : Le Frère de Black Billy (Three Mounted Men) de John Ford : Lola Masters
- 1919 : Sans armes (Roped) de John Ford : Aileen
- 1919 : À la frontière (A Fight for Love) de John Ford : Kate McDougal
- 1919 : L'Étreinte de la pieuvre (The Trail of the Octopus) de Duke Worne : Ruth Stanhope
- 1919 : When a Woman Strikes de Roy Clements
- 1919 : Pitfalls of a Big City de Frank Lloyd : Marion Moore
- 1920 : The Screaming Shadow de  Ben F. Wilson et Duke Worne : Mary Landers
- 1923 : The Santa Fe Trail de Ashton Dearholt et Robert Dillon
- 1926 : Officer 444 de  Francis Ford et Ben F. Wilson : Gloria Grey
- 1930 : The Voice from the Sky de Ben Wilson : Jean Lowell